# Mimosa involucrata
Mimosa involucrata är en ärtväxtart som beskrevs av George Bentham. Mimosa involucrata ingår i släktet mimosor, och familjen ärtväxter. Inga underarter finns listade i Catalogue of Life.